# 山本春正
初代山本 春正（やまもと しゅんしょう、慶長15年1月25日（1610年2月18日） - 天和2年9月8日（1682年10月8日））は、江戸時代初期の蒔絵師、地下歌人、国文学者。通称は次郎三郎、次郎兵衛、治三郎。舟木と号する。蒔絵師山本家の祖となった。

## 概略
京都に生まれる。父は山本俊正といい、源義光の孫である山本義定の末裔という。松永貞徳、木下勝俊、飛鳥井雅章に和歌を学び、伊藤仁斎を友とし漢籍にも通じたといわれる。漆工に巧みで蒔絵を得意とし、春正塗の名で世にもてはやされる。晩年は剃髪して法橋に叙せられ、舟木と号した。享年73で没し西林寺に葬られた。長男に山本景正。
国学者・漆山天童は春正を「多芸多能なること本阿弥光悦以後ただ一人」と評し、同時代では雛屋立圃に比せられるのみと賞賛した。

## 編著
- 『挙白集』（1649年。10巻。木下勝俊の歌文集。兄弟弟子の打它公軌が編集していたが、公軌が他界したため春正が引き継いで完成させた。この翌年に尋旧坊という人物が『挙白集』を攻撃する目的で『難挙白集』を出版したことは近世歌壇史ではよく知られた事件である）
- 『絵入源氏物語』（1650年11月自跋。『源氏物語』の絵入り版本で、近世の源氏物語受容に大きな役割を果たした）
- 『古今類句』（1666年）
- 『正木のかづき』（1674年。徳川光圀の命により、主に地下歌人の歌を撰んだ歌集）
- 『語句類葉集』
- 『舟木集』（春正の和歌集）
- 『法華経仮名新注抄』

## 春正の家系
春正の子、景正も蒔絵を職業にしてその技工を伝え継いだ。
- 山本景正 - 姓を春正とする。
- 山本政幸 - 剃髪し山本常照と号する。元文5年（1740年）に87才で没する。
- 山本春継 - 宝暦12年（1762年）に柏木伴助と改名。明和7年（1770年）、68才で没する。
- 山本正令 - 姓を春正とする。天明8年（1788年）の禁裏の火事で自身も被害に合い、寛政に尾張へ移り住みその後剃髪。享和3年に没した。
- 山本正之 - 文政8年（1825年）、剃髪し敬道と号する。天保2年（1831年）に58才で没する。
- 山本正徳 - 静一庵と号する。53才で剃髪し正周に家督を譲る。
- 山本正周 - 正之の末子。明治10年（1877年）に没した。
- 山本正章 - 弘化3年（1846年）生まれ。明治11年に家督を正兼に譲る。
- 山本正兼 [3]